# Мукалаба-Дуду (національний парк)
Національний парк Мукалаба-Дуду (фр. Parc national de Moukalaba-Doudou ) — національний парк у Габоні, розташований на півдні країни біля узбережжя океану. Він займає площу 4 500 km2.  Національний парк включає різні типи місць проживання, включаючи вологі дощові ліси та савани.
WWF розпочав програму розвитку парку в 1996 році.
У 2005 році Національний парк Мукалаба-Дуду було додано до Попереднього списку всесвітньої спадщини ЮНЕСКО в категорії «Змішана (культурна та природна) спадщина».

## Фауна
Парк має різноманітні середовища, завдяки чому місцева фауна відрізняється великим богатством видів. Зокрама в екосистемі парку живуть західні рівнинні горили, центральноафриканські шимпанзе, слони, гіпопотами, антилопи коб звичайний, червоні річкові свині, лісові буйволи.